# Univerzitní muzeum (VŠB – Technická univerzita Ostrava)
Univerzitní muzeum Vysoké školy báňské – Technické univerzity Ostrava se nachází v Ostravě-Porubě v Moravskoslezském kraji. Zřizovatelem a provozovatelem muzea je Vysoká škola báňská – Technická univerzita Ostrava. V kontextu českých univerzit je univerzitní muzeum unikátním projektem. Muzeum je volně přístupné, pro zajištění odborného výkladu je vhodné se k prohlídce objednat.

## Poslání muzea
Poslání muzea je následující:
- Rozvoj kulturní a technického dědictví univerzity pro přítomnost i pro budoucnost.
- Služba akademické obci a veřejnosti jako vzdělávací a kulturní zdroj.
- Podpora kulturní a vědecké identity univerzity a tvorba systému využití sbírek ve výuce i pro prezentaci školy směrem k veřejnosti (tzv. třetí role univerzity).

## Sbírka uměleckých děl univerzitního muzea VŠB-TUO
Muzeum spravuje uměleckou sbírku, jejíž vznik se váže k počátkům budování univerzitního kampusu. Sbírka není soustředěna v jediném objektu, jednotlivá díla se nacházejí na různých místech v interiéru i exteriéru, a to nejen v univerzitním kampusu, ale i v dalších areálech VŠB-TUO. 
| Název                                             | Autor                                                    | Obrázek | Datace                                                                   | Informace |
| ------------------------------------------------- | -------------------------------------------------------- | ------- | ------------------------------------------------------------------------ | --- |
| Emblém Hornicko-geologické fakulty / Krajíc země  | Lumír Čmerda                                             |         | 1967 (přemístění 1980)                                                   | Původně laminátový reliéf na fasádě Hornicko-geologické fakulty ve Slezské Ostravě (1967), později vyřezávaný reliéf z javorového dřeva v budově rektorátu, průměr 115 cm                     |
| Na počátku bylo kolo / Vědeckotechnická revoluce  | Pavel Drda (spolupráce Martin Ceplecha)                  |         | 1987–1990                                                                | Kruhový reliéf z laminátu s reliéfními prvky z pocínovaného měděného plechu o velikosti cca 200 × 260 cm, na stěně v ústřední knihovně VŠB-TUO                                                |
| Prométheus / Rozmach vědy, techniky a civilizace  | Vladislav Gajda (spolupráce Zdeněk Strnadel)             |         | 1968–1973; 1974 převzetí díla, interiérová část znovu odhalena v r. 2019 | Exteriérový a interiérový reliéf, měděný plech, 400 × 1500 cm, vnitřní část vysoká 250 cm |
| Uhlí a železo / Zrození uhlí                      | Vladislav Gajda                                          |         | 1968–1972                                                                | Pískovcový reliéf o rozměrech 240 × 1400 cm v budově rektorátu |
| Zrození železa                                    | Vladislav Gajda                                          |         | 1968–1970, přemístěno 2019                                               | Reliéf z tryskaného hořického pískovce, původně částečně pozlaceno, nachází se v univerzitní aule, do sbírky zařazeno v roce 2019 po přemístění z Vítkovických železáren                      |
| Myslitel                                          | Jaromír Gargulák                                         |         | 2006                                                                     | Bronzová plastika v nadživotní velikosti umístěna před univerzitní aulou |
| Svět dětí / Strom                                 | Jana Chrásková                                           |         | 1975–1976                                                                | Reliéfní mozaika o rozměrech 300 × 900 cm na fasádě budovy v areálu FAST, součástí bylo sousoší tří samostatných postav z glazované keramiky, které bylo v minulosti odstraněno               |
| Ostrava ve dne a Ostrava v noci                   | Josef Kolář                                              |         | 1960–1961                                                                | Dekorativní výmalba dvou stěn technikou latexové secco-fresco o rozměru 8 m² v objektu kina Vesmír v Moravské Ostravě                                                                         |
| Učíme se od přírody                               | Eva Krystynová a Bohumír Krystyn                         |         | 1979–1980                                                                | Mozaika z glazované keramiky o rozměrech 220 × 600 cm v areálu FAST |
| Mládí, život, příroda                             | Eva Krystynová a Bohumír Krystyn                         |         | 1987                                                                     | Reliéfní mozaika z glazované keramiky, rozměry 210 × 980 cm, umístěna ve vstupní hale menzy                                                                                                   |
| Ze života mladých                                 | Eva Krystynová a Bohumír Krystyn                         |         | 1979–1980                                                                | Pět kruhových reliéfů z glazované keramiky, každý o průměru 60 cm na stěnách salónku v budově menzy                                                                                           |
| Hornictví a příroda                               | Stanislav Martinec                                       |         | 1979–1982                                                                | Reliéf z glazované keramiky o rozměrech 200 × 400 cm, původně na uvnitř bufetu v areálu kolejí, v roce 2011 demontováno a uskladněno                                                          |
| Polámaná kola                                     | Gábor Miklya                                             |         | 2016                                                                     | Mramorové dílo ze Sochařského sympozia Plesná 2016, umístěno před kruhové posluchárny |
| Fontána                                           | Jiří Myszak                                              |         | 1979–1982                                                                | Fontána z glazovaného šamotu tvořená šesti segmentovými sloupky v odstínech okrových a modrých, o výšce od 127 do 223 cm umístěnými v kruhové vodní nádrži o průměru 5 m v areálu kolejí      |
| Konstruktivistická mozaika                        | neznámý autor                                            |         | 1962                                                                     | Skleněná mozaika ze sintrovaných kostek o rozměrech 477 × 352 cm |
| Předávání zkušeností                              | Damjan Pešan                                             |         | 1956                                                                     | Tři pískovcové reliéfy o rozměrech 120 × 90 cm, nad hlavním vstupem do budovy EkF v Moravské Ostravě                                                                                          |
| Světlonoš                                         | Marek Pražák                                             |         | 2001                                                                     | Figurativní plastika z epoxidové pryskyřice na ocelové kostře s mosaznými křídly nesoucí hornický kahan s osvětlením, vysoká 400 cm, umístěno na zadním průčelí budovy EkF v Moravské Ostravě |
| Vzlet / Rozvoj lidského myšlení                   | Martin Sladký                                            |         | 1973–1974                                                                | Kruhová nástropní mozaika ze štípaných skleněných smaltů o průměru 300 cm, vstupní hala kruhových poslucháren                                                                                 |
| Průmyslová krajina                                | Jan T. Strýček                                           |         | 1982                                                                     | Tapiserie o rozměrech 225 × 600 cm, zapůjčeno městem Orlová, umístěno v zasedací místnosti rektora                                                                                            |
| Práce                                             | Rudolf Svoboda (spolupráce: Zdeněk Strnadel)             |         | 1977 kolaudace, 1978 instalováno                                         | Volná plastika z nerezové oceli, vysoká 460 cm, usazená na betonovém podstavci v blízkosti kruhových poslucháren v univerzitním kampusu                                                       |
| Geologie / Strom života                           | Josef Treuchel                                           |         | 1986–1987                                                                | Skleněná mozaika ze štípaného hutnického skla o rozměrech 200 × 600 cm |
| Geometrické mozaiky                               | Jan Václavík                                             |         | 1982                                                                     | Tři geometricky abstraktní mozaiky z mramorových kamínků bílé a rezavé barvy (rozměr 300 × 670 cm), na domu služeb v areálu kolejí                                                            |
| Havíř                                             | Karel Vávra                                              |         | realizace 1961, transfer 1982                                            | Reliéf z hořického pískovce, 197 × 185 cm, osazen na stěnu spojovací chodby v areálu kolejí po přemístění z budovy HGF ve Slezské Ostravě                                                     |
| Stéla                                             | Jindřich Wielgus, Jan Kudláček                           |         | 1966–1967                                                                | Abstraktní výrazně vertikální plastika z epoxidové pryskyřice ukotvená na betonovém podstavci vysoká cca 8 m, nachází se u vysokoškolských kolejí                                             |
| Mládí, Lidová píseň; Horníci/Práce; Láska, Rodina | Jindřich Wielgus                                         |         | 1981                                                                     | Tři nízké reliéfy vyřezávané na dřevěných deskách ve vestibulech kolejních budov (C, D, E) |
| Lidé / Pedagogové a studenti                      | Olbram Zoubek                                            |         | 2002                                                                     | Skupina sedmi figurativních bronzových plastik v mírně nadživotní velikosti, umístěno před rektorátem                                                                                         |
| Tvář se slzou                                     | Lukáš Řezníček                                           |         | 2007                                                                     | Plastika z hořického pískovce, nachází se před budovou menzy |
| Pítko Sova                                        | Rudolf Kouba                                             |         |                                                                          | Kamenné pítko ve tvaru sovy před rektorátem |
| Pamětní deska Jaroslavu Koktovi                   | Jiří Harcuba                                             |         | 2004                                                                     | Bronzový reliéf u vstupu do geologického pavilonu |
| Nápis a emblém menzy                              | Aleš Stanovský                                           |         | 1987                                                                     | Reliéfní nápis a emblém s motivem jídelního příboru, umístěn na pilíři budovy menzy |
| Busta Georgia Agricoly                            | neznámý autor (studenti uměleckého slévárenství VŠB-TUO) |         | 1999                                                                     | Bronzová busta v několika odlitcích instalovaných na různých místech |

Sbírka umělecký děl je také uvedena v publikaci.

## Galerie

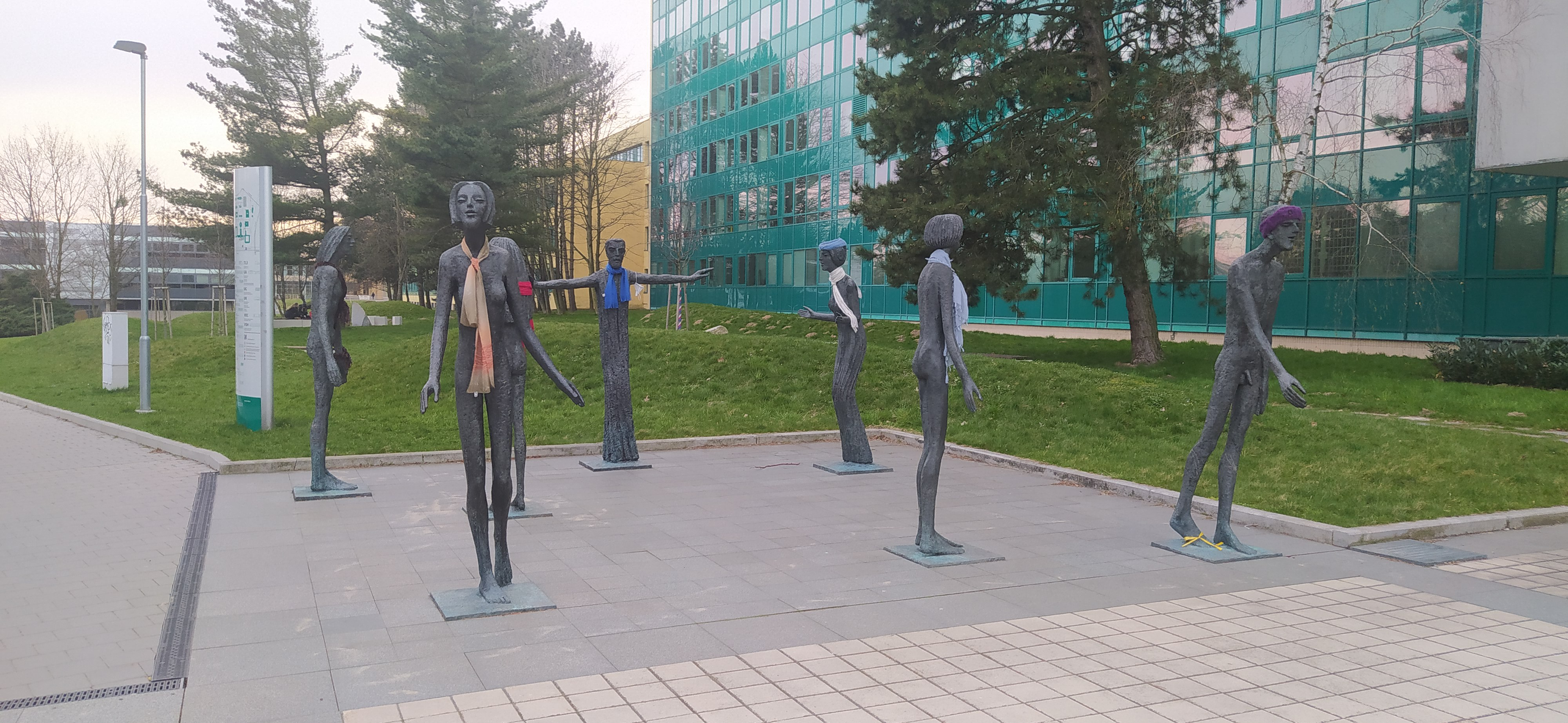
Lidé / Pedagogové a studenti
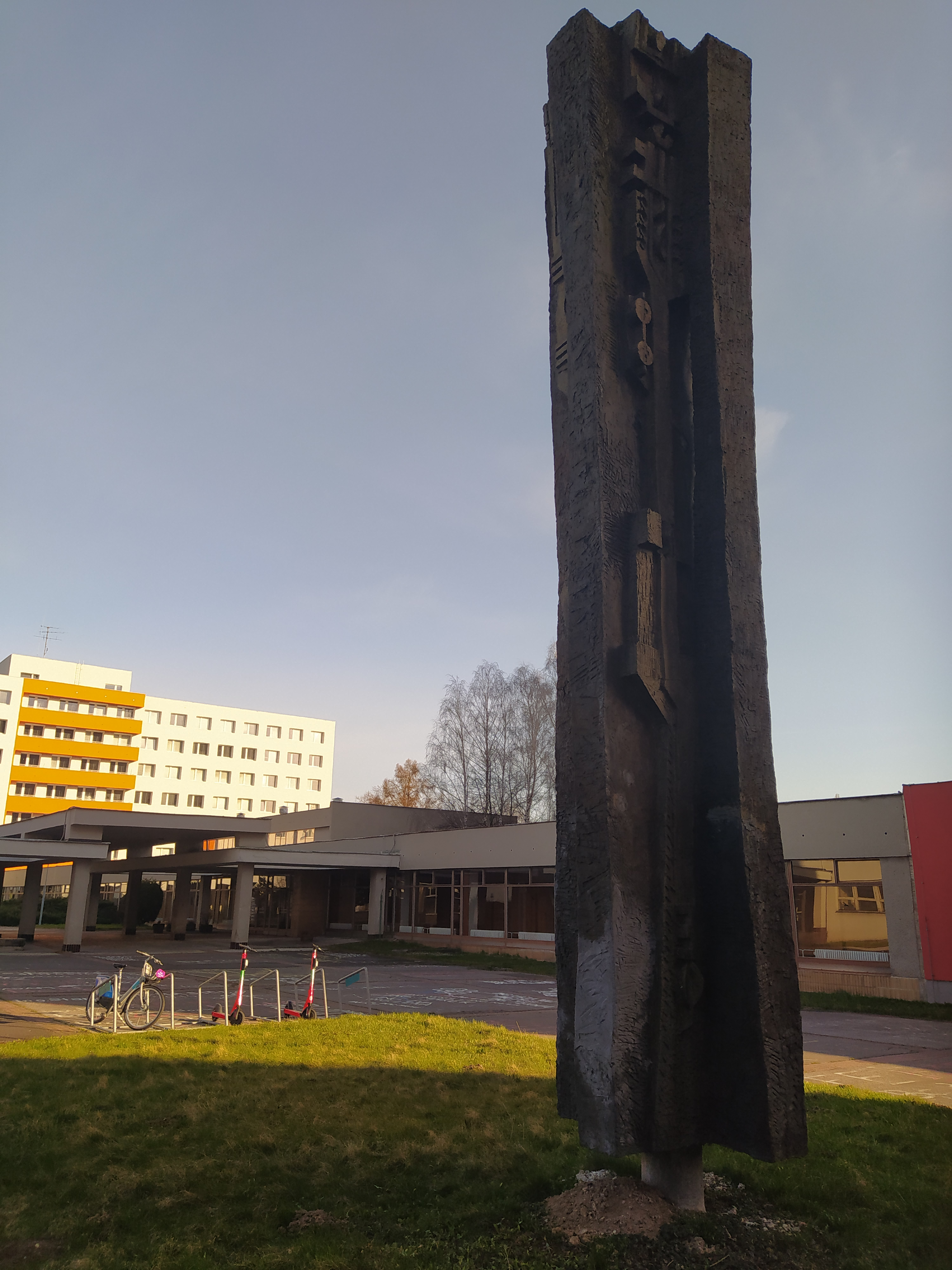
Stéla
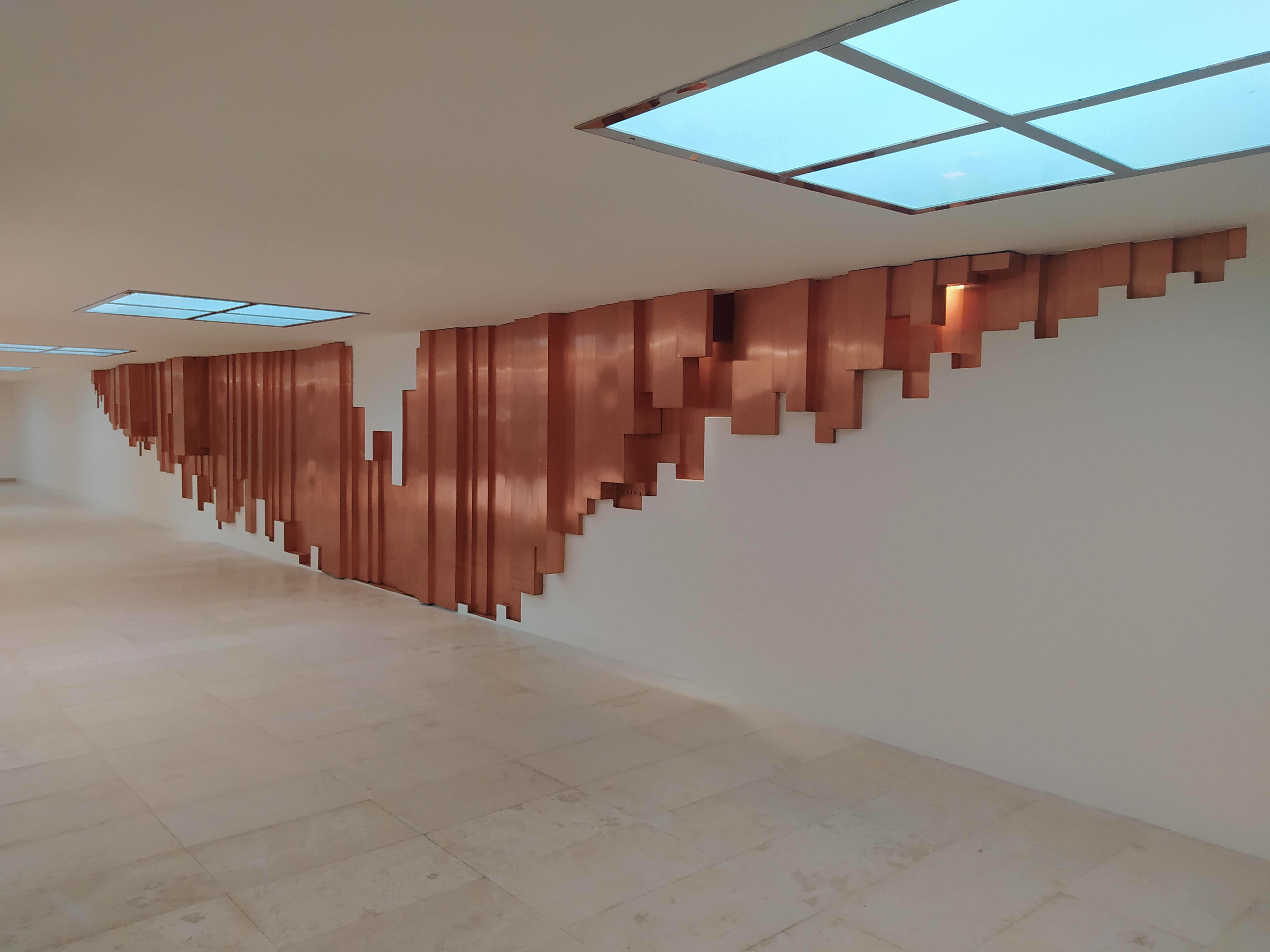
Prométheus / Rozmach vědy, techniky a civilizace (interiérová část)

## Další informace
Muzeum má svou Muzejní radu v čele s  prorektorem pro rozvoj a investiční výstavbu.
Muzeum také vhodně doplňuje Park ke 100. výročí vzniku ČSR, který se nachází vedle hlavního vchodu (rektorát VŠB-TUO).